# Salomon Abendana Belmonte
Salomon Abendana Belmonte (* 13. März 1843 in Hamburg; † 19. März 1888 ebenda) war ein deutscher Jurist und Politiker.

## Leben und Beruf
Belmonte kam aus einer sefardischen Familie, die ursprünglich von Madeira stammte, aber bereits seit dem 17. Jahrhundert in Hamburg ansässig war. Nach dem Abitur auf der Gelehrtenschule des Johanneums absolvierte er noch das Akademische Gymnasium seiner Heimatstadt und studierte dann in Berlin, Heidelberg und Göttingen Rechtswissenschaften.
1864 kehrte Belmonte nach Hamburg zurück und ließ sich als Strafverteidiger nieder, arbeitete aber neben seiner juristischen Tätigkeit stets auch als Kaufmann. Nachdem er 1865 in Leipzig zum Doktor der Rechte promoviert worden war, trat er in die Kanzlei von Edward Banks, eines späteren nationalliberalen Reichstagsabgeordneten, ein. Zudem übernahm er die Leitung des juristischen Fachverlages I. F. Richter. Von 1873 bis 1880 gehörte Belmonte dem Vorstand der Portugiesisch-Jüdischen Gemeinde in Hamburg an, die im Gegensatz zur Deutsch-Israelitischen Gemeinde den sefardischen Ritus pflegte. 1879 wurde er zu einem der drei Sprecher der Hamburger Rechtsanwälte gewählt, deren Aufgabe es war, die Probleme, die es bei der Einführung der Reichsjustizgesetze gab, bei der Hamburger Justizverwaltung vorzutragen.
Belmonte war Herausgeber der Hamburger Zeitschrift Die Reform und seit 1885 auch der Fachzeitschrift Das Tribunal, die sich mit der praktischen Strafrechtspflege befasste. Er gehörte daneben auch dem Direktorium der Hermann-Heine-Stiftung an. Belmonte starb am 19. März 1888 an den Verletzungen, die er sich bei einem Duell mit dem Hamburger Weinhändler Fuchs zugezogen hatte. Sein Grab liegt auf dem Neuen Portugiesenfriedhof Ilandkoppel (Ohlsdorf).

## Abgeordneter
Von 1877 bis zu seinem Tode war Belmonte Mitglied der Hamburgischen Bürgerschaft, in der er sich der Fraktion der Rechten anschloss. Er gehörte dem Baupolizeigesetzausschuss und der Gefängnisdeputation an.